# Bitwa pod Opatowem (1864)
Bitwa Opatowska − bitwa stoczona 21 lutego 1864 roku w czasie powstania styczniowego.

## Bitwa
W lutym rosyjski generał Ksawery Czengiery skoncentrował 4500 żołnierzy wokół Cisowa, gdzie otoczony został 3 Pułk Stopnicki i inne mniejsze oddziały II Korpusu. Łącznie siły polskie liczyły około 1000 powstańców.
Ponieważ generał Józef Hauke-Bosak był nieobecny, całością sił dowodził szef sztabu korpusu pułkownik Apolinary Kurowski, a 3 Pułkiem Stopnickim − w zastępstwie urlopowanego z powodu choroby podpułkownika Karola Rębajło-Kality - dowódca Dywizji Krakowskiej, pułkownik Ludwik Topór-Zwierzdowski. Obaj oficerowie postanowili przebić się w najsłabszym punkcie rosyjskiej obrony i w tym celu postanowili zaatakować Opatów, mając błędne informacje o rzekomej słabości tamtejszego garnizonu.
Polacy uderzyli na Opatów wieczorem 21 lutego. Wkrótce w ręku powstańców znalazło się 3/4 miasta, w tym m.in. koszary, w których zgromadzone było kilkaset karabinów. Dalszy atak został zahamowany ze względu na bardzo silny opór Rosjan. 
Kilkugodzinne walki o miasto nie przyniosły sukcesu, powstańcy ponieśli znaczne straty (w bitwie został ranny dowodzący, pułkownik Ludwik Topór-Zwierzdowski, po nim dowodzenie przejął Apolinary Kurowski). Około północy Kurowski, bojąc się nadejścia sił rosyjskich od strony Sandomierza, wydał rozkaz odwrotu. Choć ostatecznie powstańcy nie zdołali zdobyć miasta, wyrwali się jednak z pierścienia otaczających ich wojsk Czengierego.
„Klęska opatowska sama w sobie nie byłaby tak dalece tragiczna dla wszystkich wojsk II Korpusu, gdyby nie wypadki, które po niej nastąpiły. Oddziały polskie, wycofujące się z miasta początkowo w jak największym porządku, skierowały się jednak w kierunku Cisowa, z którego chciały przecież umknąć przed rosyjską obławą”. Pojmany następnego dnia przez patrol kozacki płk Ludwik Topór-Zwierzdowski został stracony na opatowskim rynku 23 lutego 1864. Jego mogiłę wyznacza dziś w Opatowie pamiątkowy kamień.